# Fighting Myself
"Fighting Myself" é uma canção da banda de rock americana Linkin Park. Originalmente gravada durante as sessões de seu segundo álbum de estúdio, Meteora (2003), foi posteriormente lançada oficialmente em 24 de março de 2023, como o segundo single da reedição de 20.º aniversário do álbum.

## Antecedentes e desenvolvimento
Originalmente escrita e gravada durante o ciclo de gravação de seu segundo álbum de estúdio, Meteora (2003), em 2002, a banda decidiu arquivar "Fighting Myself" e posteriormente lançá-la como parte da reedição de 20.º aniversário deste disco. Falando sobre a canção, o rapper e multi-instrumentista Mike Shinoda comentou que apenas se recordou de uma versão instrumental existente desta faixa, antes de descobrir os vocais entre ele e o vocalista Chester Bennington ao procurar gravações antigas de Meteora para um possível relançamento depois que alguém da administração da banda enviou a ele um antigo arquivo com os vocais deles na música. Em 15 de fevereiro de 2023, "Fighting Myself" foi revelada não oficialmente e tocada pela primeira vez durante uma entrevista de Shinoda com Howard Stern no The Howard Stern Show.

## Composição
"Fighting Myself" foi descrita como uma canção do gênero nu metal. Também foram notadas semelhanças a "Papercut" do álbum de estreia da banda, Hybrid Theory (2000).

## Paradas e posições
| País/Parada (2023)                               | Melhor posição |
| ------------------------------------------------ | -------------- |
| Alemanha (Official German Charts)                | 41             |
| Alemanha (Rock Airplay — Official German Charts) | 13             |
| Áustria (Ö3 Austria Top 40)                      | 60             |
| Canadá (Canadian Digital Songs)                  | 11             |
| Estados Unidos (Bubbling Under Hot 100)          | 22             |
| Estados Unidos (Digital Song Sales)              | 9              |
| Estados Unidos (Hot Rock & Alternative Songs)    | 14             |
| Hungria (Single Top 40)                          | 31             |
| Mundo (Global 200)                               | 168            |
| Nova Zelândia (Recorded Music NZ)                | 7              |
| Reino Unido (UK Rock Chart)                      | 7              |
| Reino Unido (UK Singles Chart)                   | 81             |
| Suíça (Schweizer Hitparade)                      | 72             |

## Créditos
- Chester Bennington – vocal
- Mike Shinoda – vocals, teclados, sampler
- Brad Delson – guitarra
- Joe Hahn – toca-disco, amostra
- Rob Bourdon – bateria
- Dave Farrell – baixo